# Il giorno degli eroi
Il giorno degli eroi è un romanzo scritto da Guido Sgardoli e pubblicato nel novembre 2014 a cura di Rizzoli in un'unica edizione per la collana Rizzoli narrativa

## Trama
Riformulazione della trama riportata nella quarta di copertina dall'Autore:

Il romanzo inizia nel 1915, l'Italia, fino a quel momento neutrale, dichiara guerra all'Austria. Tutti i cittadini maschi maggiorenni, in particolare i meno abbienti, vengono chiamati a servire la patria, e per loro non è solo un dovere, bensì un onore, un'opportunità, "quasi una gioia".  In molti dopo pochi mesi di guerra tornano in licenza per via delle ferite, ma questo non è sufficiente a scoraggiare Silvio, un ragazzo classe '99 entusiasta della guerra, influenzato dalla campagna interventista. I fratelli Carlo e Aldo vanno al fronte, ma il turno di Silvio arriverà più tardi, nel 1917. Tutto prosegue normalmente in trincea, Silvio partecipa a tutti gli assalti, fino a quando in occasione di Natale, viene organizzata una pace con gli austriaci....
"...quando si accorge che le file nemiche sono gonfie di ragazzi disillusi, sfiniti e impazienti di tornare a casa come lui, Silvio capisce cosa significhi davvero essere un eroe."

(quarta di copertina, Il giorno degli eroi)

## Argomento trattato
"In occasione del centenario della Prima guerra mondiale, la storia di un giovanissimo e audace soldato che non vuole uccidere più. Una storia italiana, un grido di pace per non dimenticare le vittime di tutte le guerre."

(libreria Hoepli)
Nella quarta di copertina è riportato il seguente dialogo tra due personaggi in trincea:
"-Dov'eri te quando il Ferdinando l'è andè al creataur? Te lo ricordi dov'eri quando l'hanno ammazzato?-
-Dov'ero?- chiede Silvio
-Sì, dov'eri? Te lo ricordi o no?-
-Dov'ero?- ripete... e sembra quasi che lo chieda a sé stesso..."

(quarta di copertina, Il giorno degli eroi)
Il significato del dialogo tra Silvio e un ragazzo romagnolo è chiaro: i ragazzi costretti a rischiare la vita al fronte sono innocenti, costretti ad odiare dei loro coetanei da cause che non li riguardano; la crudeltà dei diplomatici e dei generali che mandavano milioni di giovani a morire.

## Riconoscimenti
- Premio Andersen 2015 - Libri per l'Infanzia e l'Adolescenza sulla Grande Guerra[5]
- Premio Frignano Ragazzi 2015[6]